# Promozione Lombardia 1952-1953
La Promozione fu il massimo campionato regionale di calcio disputato in Lombardia nella stagione 1952-1953.
La nuova massima categoria regionale presentava caratteristiche innovative, dato che pur essendo gestita dalle leghe regionali, a differenza del passato la formula del torneo era decisa direttamente dalla FIGC. A ciascun girone, che garantiva al suo vincitore la promozione in IV Serie a condizione di soddisfare le condizioni economiche richieste dai regolamenti, partecipavano sedici squadre, ed era prevista la retrocessione delle quattro peggio piazzate, anche se erano possibili aggiustamenti automatici per ripartire fra le appropriate sedi locali le squadre discendenti dalla IV Serie.
Per le regioni come la Lombardia cui erano assegnati multipli gironi, era prevista la disputa delle finali per l'assegnazione del titolo di campione assoluto della lega regionale, come avveniva in precedenza per il campionato di Prima Divisione.

## Girone A

### Squadre partecipanti
| Squadra              | Città (provincia)         | Stagione precedente |
| -------------------- | ------------------------- | ------------------- |
| U.S. Angerese        | Angera (VA)               |                     |
| A.C. Biumense        | Biumo Inferiore di Varese |                     |
| U.S. Cairatese       | Cairate (VA)              |                     |
| A.C. Cantù           | Cantù (CO)                |                     |
| U.S. Cistellum       | Cislago (VA)              |                     |
| A.P. Gaviratese      | Gavirate (VA)             |                     |
| F.B.C. Laveno        | Laveno Mombello (VA)      |                     |
| F.B.C. Luino         | Luino (VA)                |                     |
| U.S. Lonatese        | Lonate Pozzolo (VA)       |                     |
| U.S. Malnatese       | Malnate (VA)              |                     |
| A.S. Olgiatese       | Olgiate Comasco (CO)      |                     |
| U.S. Rescaldinese    | Rescaldina (MI)           |                     |
| Rhodense Calcistica  | Rho (MI)                  |                     |
| G.S. Salus et Virtus | Turate (CO)               |                     |
| S.S. Sommese         | Somma Lombardo (VA)       |                     |
| U.S. Uboldese        | Uboldo (VA)               |                     |

### Classifica finale
|  | Pos. | Squadra         | Pt | G  | V  | N  | P  | GF | GS | DR  |
|  | ---- | --------------- | -- | -- | -- | -- | -- | -- | -- | --- |
|  | 1.   | Rhodense        | 47 | 30 | 19 | 9  | 2  | 54 | 22 | +32 |
|  | 2.   | Luino           | 44 | 30 | 16 | 12 | 2  | 40 | 23 | +17 |
|  | 3.   | Cistellum       | 38 | 30 | 13 | 12 | 5  | 42 | 28 | +14 |
|  | 4.   | Cairatese       | 37 | 30 | 14 | 9  | 7  | 45 | 28 | +17 |
|  | 5.   | Lonatese        | 32 | 30 | 10 | 12 | 8  | 32 | 27 | +5  |
|  | 6.   | Laveno          | 31 | 30 | 10 | 11 | 9  | 39 | 36 | +3  |
|  | 7.   | Rescaldinese    | 30 | 30 | 11 | 8  | 11 | 32 | 35 | -3  |
|  | 7.   | Gaviratese      | 30 | 30 | 6  | 18 | 6  | 24 | 24 | 0   |
|  | 9.   | Angerese        | 27 | 30 | 9  | 9  | 12 | 44 | 46 | -2  |
|  | 9.   | Cantù           | 27 | 30 | 8  | 11 | 11 | 24 | 30 | -6  |
|  | 11.  | Salus et Virtus | 26 | 30 | 10 | 6  | 14 | 32 | 42 | -10 |
|  | 12.  | Biumense        | 25 | 30 | 7  | 11 | 12 | 32 | 42 | -10 |
|  | 13.  | Olgiatese       | 24 | 30 | 6  | 12 | 12 | 38 | 47 | -9  |
|  | 13.  | Uboldese        | 24 | 30 | 6  | 12 | 12 | 27 | 42 | -15 |
|  | 15.  | Malnatese       | 21 | 30 | 8  | 5  | 17 | 30 | 42 | -12 |
|  | 16.  | Sommese         | 15 | 30 | 6  | 3  | 21 | 25 | 50 | -25 |

Legenda:
      Ammesso alle finali regionali.
      Retrocesso in Prima Divisione.
Regolamento:
Due punti a vittoria, uno a pareggio, zero a sconfitta.
Pari merito in caso di pari punti e spareggi in caso di pari punti in zona promozione e retrocessione.

## Girone B

### Squadre partecipanti
| Squadra               | Città (provincia)         | Stagione precedente |
| --------------------- | ------------------------- | ------------------- |
| A.C. Angelo Antonini  | Sarezzo (BS)              |                     |
| A.C. Beretta          | Gardone Val Trompia (BS)  |                     |
| U.S. Breno            | Breno (BS)                |                     |
| G.S. Falck Vobarno    | Vobarno (BS)              |                     |
| C.S. Falco            | Albino (BG)               |                     |
| U.S. Fiorano          | Fiorano al Serio (BG)     |                     |
| U.S. Forza e Costanza | Martinengo (BG)           |                     |
| U.S. Gandinese        | Gandino (BG)              |                     |
| A.C. Lumezzane        | Lumezzane (BS)            |                     |
| U.S. Nossese          | Ponte Nossa (BG)          |                     |
| U.S. Orsa Iseo        | Iseo (BS)                 |                     |
| G.S. Pro Romano       | Romano di Lombardia (BG)  |                     |
| U.S. Sebinia          | Lovere (BG)               |                     |
| C.S. Trevigliese      | Treviglio (BG)            |                     |
| U.S. Veltro           | Caravaggio (BG)           |                     |
| U.S. Villanovese      | Villanuova sul Clisi (BS) |                     |

### Classifica finale
|  | Pos. | Squadra           | Pt | G  | V  | N  | P  | GF | GS | DR  |
|  | ---- | ----------------- | -- | -- | -- | -- | -- | -- | -- | --- |
|  | 1.   | Angelo Antonini   | 40 | 30 | 15 | 10 | 5  | 42 | 25 | +17 |
|  | 2.   | Falck Vobarno     | 38 | 30 | 14 | 10 | 6  | 58 | 28 | +30 |
|  | 3.   | Gandinese         | 36 | 30 | 14 | 8  | 8  | 52 | 33 | +19 |
|  | 3.   | Breno             | 36 | 30 | 11 | 14 | 5  | 41 | 30 | +11 |
|  | 5.   | Beretta Gardone   | 35 | 30 | 14 | 7  | 9  | 55 | 47 | +8  |
|  | 6.   | Lumezzane         | 34 | 30 | 12 | 10 | 8  | 45 | 31 | +14 |
|  | 7.   | Orsa Iseo         | 33 | 30 | 13 | 7  | 10 | 44 | 37 | +7  |
|  | 7.   | Trevigliese       | 33 | 30 | 11 | 11 | 8  | 47 | 38 | +9  |
|  | 9.   | Villanovese       | 31 | 30 | 10 | 11 | 9  | 38 | 39 | -1  |
|  | 10.  | Nossese           | 29 | 30 | 11 | 7  | 12 | 50 | 51 | -1  |
|  | 11.  | Fiorano           | 28 | 30 | 8  | 12 | 10 | 53 | 47 | +6  |
|  | 12.  | Falco             | 24 | 30 | 7  | 10 | 13 | 38 | 58 | -20 |
|  | 13.  | Forza e Costanza  | 22 | 30 | 6  | 10 | 14 | 31 | 58 | -27 |
|  | 13.  | Pagliarini-Romano | 22 | 30 | 6  | 10 | 14 | 35 | 55 | -20 |
|  | 15.  | Veltro Caravaggio | 20 | 30 | 6  | 8  | 16 | 40 | 60 | -20 |
|  | 16.  | Sebinia           | 19 | 30 | 7  | 5  | 18 | 32 | 62 | -30 |

Legenda:
      Ammesso alle finali regionali.
      Successivamente ammesso In IV Serie 1953-1954.
      Retrocesso in Prima Divisione.
Regolamento:
Due punti a vittoria, uno a pareggio, zero a sconfitta.
Pari merito in caso di pari punti e spareggi in caso di pari punti in zona promozione e retrocessione.
Note:

## Girone C

### Squadre partecipanti
| Squadra                | Città (provincia)             | Stagione precedente |
| ---------------------- | ----------------------------- | ------------------- |
| U.S. Aurora Desio 1922 | Desio (MI)                    |                     |
| G.S. Brugherese        | Brugherio (MI)                |                     |
| A.S. Cernusco          | Cernusco sul Naviglio (MI)    |                     |
| U.S. Chiavennese       | Chiavenna (SO)                |                     |
| A.S.C. Cinisello       | Cinisello Balsamo (MI)        |                     |
| G.S. Concorezzese      | Concorezzo (MI)               |                     |
| U.S. Cusano Milanino   | Cusano Milanino (MI)          |                     |
| A.S. Erminio Giana     | Gorgonzola (MI)               |                     |
| U.S. Melzo             | Melzo (MI)                    |                     |
| G.S. Missaglia Sport   | Missaglia (CO)                |                     |
| U.S. Pro Sesto         | Sesto San Giovanni (MI)       |                     |
| S.S. Pro Macherio      | Macherio (MI)                 |                     |
| S.S. Sanrocchese       | Monza (Quart. San Rocco) (MI) |                     |
| Sondrio Sportiva       | Sondrio                       |                     |
| U.S. Vis Casatese      | Casatenovo (CO)               |                     |
| A.S. Vis Nova          | Giussano (MI)                 |                     |

### Classifica finale
|  | Pos. | Squadra         | Pt | G  | V  | N  | P  | GF | GS | DR  |
|  | ---- | --------------- | -- | -- | -- | -- | -- | -- | -- | --- |
|  | 1.   | Pro Sesto       | 47 | 30 | 20 | 7  | 3  | 58 | 24 | +34 |
|  | 2.   | Chiavennese     | 38 | 30 | 14 | 10 | 6  | 51 | 39 | +12 |
|  | 3.   | Vis Nova        | 36 | 30 | 14 | 8  | 8  | 62 | 44 | +18 |
|  | 4.   | Aurora Desio    | 35 | 30 | 12 | 11 | 7  | 50 | 31 | +19 |
|  | 5.   | Erminio Giana   | 34 | 30 | 10 | 14 | 6  | 41 | 34 | +7  |
|  | 6.   | Sondrio         | 33 | 30 | 12 | 9  | 9  | 44 | 29 | +15 |
|  | 7.   | Cusano Milanino | 30 | 30 | 11 | 8  | 11 | 50 | 37 | +13 |
|  | 7.   | Missaglia       | 30 | 30 | 10 | 10 | 10 | 50 | 46 | +4  |
|  | 7.   | Vis Casatese    | 30 | 30 | 9  | 12 | 9  | 29 | 33 | -4  |
|  | 10.  | Cinisello       | 28 | 30 | 9  | 10 | 11 | 50 | 52 | -2  |
|  | 11.  | Cernusco        | 27 | 30 | 9  | 9  | 12 | 38 | 45 | -7  |
|  | 12.  | Melzo           | 26 | 30 | 8  | 10 | 12 | 39 | 56 | -17 |
|  | 13.  | Pro Macherio    | 26 | 30 | 9  | 8  | 13 | 47 | 62 | -15 |
|  | 14.  | Concorezzese    | 24 | 30 | 6  | 12 | 12 | 30 | 41 | -11 |
|  | 15.  | Sanrocchese     | 19 | 30 | 4  | 11 | 15 | 32 | 69 | -37 |
|  | 16.  | Brugherese      | 17 | 30 | 4  | 9  | 17 | 35 | 64 | -29 |

Legenda:
      Ammesso alle finali regionali.
      Retrocesso in Prima Divisione.
Regolamento:
Due punti a vittoria, uno a pareggio, zero a sconfitta.
Pari merito in caso di pari punti e spareggi in caso di pari punti in zona promozione e retrocessione.

### Spareggio salvezza
|       | Risultato |              | Luogo e data           |
| ----- | --------- | ------------ | ---------------------- |
| Melzo | 0 - 0     | Pro Macherio | Chiari, 26 aprile 1953 |
|       |           |              |                        |

#### Ripetizione
|       | Risultato |              | Luogo e data                       |
| ----- | --------- | ------------ | ---------------------------------- |
| Melzo | 2 - 1     | Pro Macherio | Sesto San Giovanni, 1º maggio 1953 |
|       |           |              |                                    |

## Girone D

### Squadre partecipanti
| Club                | Città                | Stagione precedente |
| ------------------- | -------------------- | ------------------- |
| G.C. Alfa Romeo     | Milano               |                     |
| U.S. Arlunese       | Arluno (MI)          |                     |
| U.S. Bustese        | Busto Garolfo (MI)   |                     |
| U.S. Castano Primo  | Castano Primo (MI)   |                     |
| A.S. Cesano Maderno | Cesano Maderno (MI)  |                     |
| F.B.C. Corbetta     | Corbetta (MI)        |                     |
| U.S. Corsico        | Corsico (MI)         |                     |
| U.S. Inveruno       | Inveruno (MI)        |                     |
| S.S. Mortara        | Mortara (PV)         |                     |
| U.S. Mottese        | Motta Visconti (MI)  |                     |
| U.S. Niguardese     | Milano-Niguarda      |                     |
| U.S. Novatese       | Novate Milanese (MI) |                     |
| U.S. Paderno        | Paderno Dugnano (MI) |                     |
| A.S. Snia Viscosa   | Cesano Maderno (MI)  |                     |
| Snia Viscosa F.B.C. | Varedo (MI)          |                     |
| A.C. Villapizzone   | Milano               |                     |

### Classifica finale
|  | Pos. | Squadra             | Pt | Giocate | V  | N | P  | GF | GS | DR  |
|  | ---- | ------------------- | -- | ------- | -- | - | -- | -- | -- | --- |
|  | 1.   | Snia Viscosa Varedo | 48 | 30      | 21 | 6 | 3  | 78 | 26 | +52 |
|  | 2.   | Bustese             | 44 | 30      | 18 | 8 | 4  | 71 | 39 | +32 |
|  | 3.   | Corbetta            | 40 | 30      | 16 | 8 | 6  | 54 | 30 | +24 |
|  | 4.   | Cesano Maderno      | 36 | 30      | 15 | 6 | 9  | 51 | 42 | +9  |
|  | 4.   | Corsico             | 36 | 30      | 16 | 4 | 10 | 46 | 41 | +5  |
|  | 6.   | Castano Primo       | 33 | 30      | 14 | 5 | 11 | 81 | 54 | +27 |
|  | 7.   | Snia Viscosa Cesano | 31 | 30      | 12 | 7 | 11 | 39 | 41 | -2  |
|  | 8.   | Alfa Romeo          | 26 | 30      | 12 | 2 | 16 | 57 | 65 | -8  |
|  | 8.   | Arlunese            | 26 | 30      | 11 | 4 | 15 | 37 | 54 | -17 |
|  | 10.  | Niguardese          | 26 | 30      | 10 | 6 | 14 | 41 | 56 | -15 |
|  | 11.  | Mottese             | 25 | 30      | 8  | 9 | 13 | 32 | 39 | -7  |
|  | 12.  | Mortara             | 24 | 30      | 8  | 8 | 14 | 44 | 60 | -16 |
|  | 13.  | Villapizzone        | 24 | 30      | 8  | 8 | 14 | 40 | 53 | -13 |
|  | 14.  | Novatese            | 22 | 30      | 9  | 4 | 17 | 48 | 72 | -24 |
|  | 15.  | Inveruno            | 20 | 30      | 7  | 6 | 17 | 46 | 73 | -27 |
|  | 16.  | Paderno             | 19 | 30      | 7  | 5 | 18 | 36 | 56 | -20 |

Legenda:
      Ammesso alle finali regionali.
      Retrocesso in Prima Divisione.
Regolamento:
Due punti a vittoria, uno a pareggio, zero a sconfitta.
Pari merito in caso di pari punti e spareggi in caso di pari punti in zona promozione e retrocessione.

### Spareggio salvezza
|         | Risultato |              | Luogo e data            |
| ------- | --------- | ------------ | ----------------------- |
| Mortara | 3 - 2     | Villapizzone | Corsico, 26 Aprile 1953 |
|         |           |              |                         |

## Girone E

### Squadre partecipanti
| Squadra                        | Città (provincia)          | Stagione precedente |
| ------------------------------ | -------------------------- | ------------------- |
| C.R.A.L. A.T.M. Sezione Calcio | Milano                     |                     |
| S.S. Casalbuttano              | Casalbuttano (CR)          |                     |
| U.S. Casalese                  | Casalmaggiore (CR)         |                     |
| F.B.C. Casteggio               | Casteggio (PV)             |                     |
| U.S. Castelnovese              | Castelnuovo Scrivia (AL)   |                     |
| A.C. Codogno                   | Codogno (MI)               |                     |
| S.S. Franco Scarioni           | Milano                     |                     |
| G.S. Magazzini Standa          | Milano-Bovisa              |                     |
| U.S. Melegnanese               | Melegnano (MI)             |                     |
| A.S. Orceana                   | Orzinuovi (BS)             |                     |
| C.S. Pirelli                   | Milano-Bicocca             |                     |
| U.S. Pizzighettonese           | Pizzighettone (CR)         |                     |
| Pol. Rivergarese               | Rivergaro (PC)             |                     |
| U.S. Sangiulianese             | San Giuliano Milanese (MI) |                     |
| U.S. Soncinese                 | Soncino (CR)               |                     |
| U.S. Soresinese                | Soresina (CR)              |                     |

### Classifica finale
|  | Pos. | Squadra          | Pt | G  | V  | N | P  | GF | GS | DR  |
|  | ---- | ---------------- | -- | -- | -- | - | -- | -- | -- | --- |
|  | 1.   | Casalese         | 44 | 30 | 20 | 4 | 6  | 65 | 33 | +32 |
|  | 2.   | Melegnanese      | 42 | 30 | 19 | 4 | 7  | 63 | 30 | +33 |
|  | 3.   | Codogno          | 41 | 30 | 17 | 7 | 6  | 56 | 32 | +24 |
|  | 4.   | A.T.M.           | 38 | 30 | 15 | 8 | 7  | 71 | 51 | +20 |
|  | 5.   | Pirelli          | 33 | 30 | 13 | 7 | 10 | 45 | 32 | +13 |
|  | 6.   | Rivergarese      | 32 | 30 | 13 | 6 | 11 | 59 | 49 | +10 |
|  | 7.   | Casteggio        | 31 | 30 | 13 | 5 | 12 | 42 | 57 | -15 |
|  | 8.   | Orceana          | 30 | 30 | 12 | 6 | 12 | 44 | 44 | 0   |
|  | 9.   | Pizzighettonese  | 29 | 30 | 11 | 7 | 12 | 53 | 50 | +3  |
|  | 9.   | Casalbuttano     | 29 | 30 | 13 | 3 | 14 | 45 | 45 | 0   |
|  | 9.   | Castelnovese     | 29 | 30 | 13 | 3 | 14 | 63 | 71 | -8  |
|  | 12.  | Franco Scarioni  | 28 | 30 | 10 | 8 | 12 | 43 | 45 | -2  |
|  | 12.  | Soresinese       | 28 | 30 | 12 | 4 | 14 | 50 | 40 | +10 |
|  | 14.  | Magazzini Standa | 27 | 30 | 9  | 9 | 12 | 41 | 53 | -12 |
|  | 15.  | Sangiulianese    | 13 | 30 | 3  | 7 | 20 | 52 | 91 | -39 |
|  | 16.  | Soncinese        | 6  | 30 | 1  | 4 | 25 | 25 | 90 | -65 |

Legenda:
      Ammesso alle finali regionali.
  Retrocesso e in seguito riammesso.
      Retrocesso in Prima Divisione.
Regolamento:
Due punti a vittoria, uno a pareggio, zero a sconfitta.
Pari merito in caso di pari punti e spareggi in caso di pari punti in zona promozione e retrocessione.

### Spareggio salvezza
|            | Risultato |                 | Luogo e data               |
| ---------- | --------- | --------------- | -------------------------- |
| Soresinese | 2 - 1     | Franco Scarioni | Gorgonzola, 26 aprile 1953 |
|            |           |                 |                            |

## Finali per il titolo

### Classifica finale
|  | Pos. | Squadra             | Pt | G | V | N | P | GF | GS | DR |
|  | ---- | ------------------- | -- | - | - | - | - | -- | -- | -- |
|  | 1.   | Angelo Antonini     | ?  |   |   |   |   |    |    | -  |
|  | ?.   | Casalese            | ?  |   |   |   |   |    |    | -  |
|  | ?.   | Pro Sesto           | ?  |   |   |   |   |    |    | -  |
|  | ?.   | Rhodense            | ?  |   |   |   |   |    |    | -  |
|  | ?.   | Snia Viscosa Varedo | ?  |   |   |   |   |    |    | -  |

Legenda:
      Promosso in IV Serie 1953-1954.
Regolamento:
Due punti a vittoria, uno a pareggio, zero a sconfitta.
Pari merito in caso di pari punti e spareggi in caso di pari punti in zona promozione e retrocessione.

### Libri
- Annuario 1952-1953, F.I.G.C., Roma, 1953.
- Francesco Ottone, Tutti gli uomini del pallone - F.C. Laveno Mombello 50º di fondazione (1947-1997).
- Giovanni Gardani, La chiamavano polisportiva - 1909-2009 - Cento anni di Casalese, Cremona, Edizioni Info.Media Srl, ottobre 2009,  pp. dvd con classifiche in formato documento.
- Pietro Serina, Bergamo in campo 1905-1994 : il nostro calcio, i suoi numeri, Zanica (BG), L'Impronta Edizioni.
- Federico Bassani, Forza & Costanza - Una storia lunga cento anni 1905-2005, Bergamo, Edizioni Corponove.
- AA.VV., 50 rossoblù - I protagonisti che hanno fatto la storia dell'A.C. Lumezzane, Brescia, Lumezzane Story Promotion, maggio 1998.

### Altri documenti
- Comunicati ufficiali della Lega Regionale Lombarda della stagione 1952-1953 conservati dal Comitato Regionale Lombardia in Via Pitteri a Milano.